# Lijst van staten in het Heilige Roomse Rijk (P)
Dit is een lijst van staten in het Heilige Roomse Rijk die beginnen met de letter P.
| Naam           | Type                    | Kreits             | Bank | Gevormd   | Noten |
| -------------- | ----------------------- | ------------------ | ---- | --------- | --- |
| Pappenheim     | heerlijkheid graafschap | Frankische Kreits  |      | 1334-1806 | 1439:opgedeeld in Pappenheim, Aletzheim, Gräfenthal en Treutlingen 1500:Frankische Kreits 1536:Gräfenthal en Pappenheim herenigd 1558:opgedeeld in Pappenheim en Stühlingen 1628:graafschap 1697:Aletzheim en Pappenheim herenigd 1806:aangesloten bij Beieren |
| bisdom Passau  | prinsbisdom bisdom      | Beierse Kreits     |      | 739-heden | 1500:Beierse Kreits 1805:bisdom |
| Abdij van Prüm | vorstendom              | Keur-Rijnse Kreits |      | 1222-1576 | 721:eerste stichting 752:tweede stichting 1222:afgescheiden van Opper-Lotharingen 1512:Keur-Rijnse Kreits 1576:Aangelsoten bij keurvorstendom Trier |

A · B · C · D · E · F · G · H · I · J · K · L · M · N · O · P · Q · R · S · T · U · V · W · Z

vrije keizerlijke steden · keizerlijke abdijen